# زالالووو
زالالووو (به مجاری:  Zalalövő) یک منطقهٔ مسکونی در مجارستان است که در زالا واقع شده‌است. زالالووو ۵۲٫۶۴ کیلومتر مربع مساحت و ۳٬۰۲۷ نفر جمعیت دارد.

## خواهرخوانده
شهرهای اوبرایش، فارا دایزونتزو، ساوینیانو سول پانارو و Chibed خواهرخوانده‌های زالالووو هستند.